# Emboscada de la Carbonera
La Emboscada de la Carbonera fue un ataque perpetrado por las Fuerzas Armadas Revolucionarias de Colombia - Ejército del Pueblo (FARC-EP) el 31 de julio de 2006, contra una patrulla del Batallón de contraguerrillas No 46 “Héroes de Saraguro” en La Carbonera, zona rural de Tibú (Norte de Santander). Las tropas del Ejército Nacional fueron atraídas al lugar de la emboscada, con señuelos e información falsa. La patrulla de 18 uniformados fue aniquilada en el hecho.

## Antecedentes
Tras la desmovilización del Bloque Catatumbo de las AUC en noviembre de 2004, el control del corredor de movilidad que iba hacia Venezuela por Norte de Santander, y de los extensos cultivos ilícitos sembrados en Tibú, fue disputado por las guerrillas, el gobierno y las bandas emergentes. Dentro de este contexto, la violencia se incrementó en la región. 
El 20 de abril de 2006, una caravana de uniformados fue atacada con explosivos en Hacari, por insurgentes del Frente Libardo Mora Toro del EPL, al mando de Víctor Navarro alias “Megateo”; 10 detectives y 7 efectivos del Ejército Nacional  resultaron muertos en el hecho. Meses después, en vísperas de la segunda posesión de Álvaro Uribe, las FARC-EP lanzaron una fuerte ofensiva contra objetivos militares en todo el país. Uno de los ataque fue en la Región del Catatumbo.

## El ataque
Sobre las 8:30 de la mañana del 31 de julio de 2006, una llamada telefónica anónima alertó a la guarnición militar de Tibú, sobre un retén ilegal y un carro bomba atravesado en el sector de La Carbonera, sobre el kilómetro 17 de la vía que comunica al casco urbano del municipio mencionado, con el corregimiento de La Gabarra en la rRegión del Catatumbo, en el departamento de Norte de Santander.
Luego de verificar la información con otras fuentes, unidades del Ejército salieron para la zona, a eso de las 10 a. m. La patrulla estaba integrada por alrededor de 18 hombres del Batallón de Contraguerrillas Nº 46, “Héroes de Saraguro” adscrito a la Trigésima Brigada, y entre ellos iban especialistas en desactivación de explosivos. Estaban al mando del Teniente Andrés Felipe Cuervo Tuberquia.
Sin embargo, lo del carro bomba era una trampa. La camioneta Toyota con la carga explosiva era solo el cebo. Minutos después, cuando los militares estaban a pocos metros del automotor, explotaron varias minas instaladas a lado y lado de la vía. Inmediatamente después, desde la montaña empezaron a llegar ráfagas de fusil y de ametralladora disparadas por cerca de 50 u 80 guerrilleros del frente 33, comandados por alias "Negro Eliecer". Un oficial, un suboficial y 13 soldados perdieron la vida en medio de la confusión, varios de ellos rematados con tiros de fusil cuando se hallaban heridos. De acuerdo con la información suministrada por el Ejército, solo 3 militares alcanzaron a atrincherarse y respondieron al fuego, hasta que llegaron los refuerzos.
Los guerrilleros huyeron luego hacia la frontera con Venezuela, a 15 minutos del lugar de la emboscada.

## Personal asesinado
- Teniente: Andrés Felipe Cuervo Tuberquia
- Sargento Viceprimero: Jesús Trujillo Pava
- Soldados Profesionales:  Pedro Aceros Delgado, Fernando Cáceres Medina, Orlando Carrascal Barbosa, Marvin Caicedo, Ángel Coy Novoa, Jose Nativel Daza Muñoz, Armando Gómez Camargo, Armando Larrota Rivera, Pedro Rangel Boada, Rubén Sánchez Manrique, Fabio Suárez León, Julio Orlando Pabón Florez y Juan Escobar Bello.[1]